# 内務省 (ブルガリア)
内務省（Министерство на вътрешните работи ; МВР）とは、ブルガリア共和国の内政を管掌する機関。警察機能の外、他の欧州諸国の内務省の例に漏れず、消防・災害救助、国境警備隊、憲兵等、広範囲な分野を受け持っている。
内務省傘下の国家保安庁は、共産政権時代、秘密警察・諜報機関として暗躍したことで知られている。特に、1978年の反体制派ゲオルギー・マルコフの暗殺、1981年のヨハネ・パウロ2世の暗殺未遂事件には、国家保安庁が関与していたとされる。現在、対外諜報機能は、大統領直属の国家情報庁として分離されている。

## 機構

### 国家庁
内務省は、各機能毎に6つの国家庁(Национални служби)から成る。
- 国家保安庁(Сигурност)
- 国家警察庁(Полиция)
- 国家組織犯罪対策庁(Борба с организираната престъпност)
- 国家消防・災害安全庁(Пожарна и аварийна безопасност)
- 国家国境警察庁(Гранична полиция)
- 国家憲兵庁(Жандармерия)

### 内務省直属局
- 捜査技術情報局
- 通信局
- 通信手段防護局
- 捜査研究局
- 監察局
- 情報・公文書局
- 軍事・動員準備局
- 警備局
- インターポール国家中央局

### 教育・科学研究施設
- 内務省アカデミー
- コンピュータ技術研究所
- 特殊機材研究所
- 国家刑事・犯罪研究所
- 心理学研究所
- 医学研究所

### 地域機関
首都ソフィアに首都内務局、各州に地域内務局を有する。